# Kabinett Salisbury III
Das Kabinett Salisbury III wurde am 25. Juni 1895 von Premierminister Robert Gascoyne-Cecil, 3. Marquess of Salisbury gebildet und befand sich bis zum 24. Oktober 1900 im Amt.

## Kabinettsbildung sowie Unterhauswahlen 1895 und 1900
Nach den Unterhauswahlen 1895 wurde eine Koalition aus Conservative Party und Liberalen Unionisten gebildet. Beide Parteien gewannen 1.894.772 Wählerstimmen und 411 der 670 Sitze. Die Liberal Party unter dem bisherigen Premierminister Archibald Primrose, 5. Earl of Rosebery gewann zwar 1.765.266 Stimmen, aufgrund des geltenden Mehrheitswahlrechts nur 177 Sitze. Drittstärkste Kraft wurde die Irish Parliamentary Party unter Justin McCarthy, auf die 152.959 Stimmen und 82 Mandate entfielen.
Der Vorsitzende der konservativen Tories, Marquess of Salisbury, übernahm zum dritten Mal das Amt des Premierministers, während sein Neffe Arthur Balfour, der Führer der Regierung im House of Commons, First Lord of the Treasury wurde. Mehrere wichtige Ämter gingen an führende Politiker der Liberalen Unionisten, insbesondere an den Führer der Liberalen Unionisten im House of Lords, Spencer Cavendish, 8. Duke of Devonshire, der Lord President of the Council wurde. Dessen Parteifreund Joseph Chamberlain wurde Kolonialminister.
In Salisbury Amtszeit fiel der von 1899 bis 1902 dauernde Zweite Burenkrieg. Der für das Vereinigte Königreich erfolgreiche Verlauf des Krieges trug zum Wahlsieg der Koalitionsparteien bei den Unterhauswahlen 1900 bei. Mit 1.767.958 Stimmen bekamen die Conservative Party und die Liberalen Unionisten 402 Mandate und verloren nur neun Sitze. Die Liberal Party, die nunmehr unter dem Vorsitz von Henry Campbell-Bannerman standen, erzielte 1.572.323 Wählerstimmen und bekam 183 Parlamentssitze.
Am 11. Juli 1902 trat der Marquess of Salisbury als Premierminister sowie Vorsitzender der Conservative Party und wurde daraufhin von Arthur James Balfour abgelöst. 

## Mitglieder des Kabinetts 1895 bis 1902
| Amt                                       | Name                                                     | Amtszeit                      | Anmerkungen                                        |
| ----------------------------------------- | -------------------------------------------------------- | ----------------------------- | -------------------------------------------------- |
| Premierminister                           | Robert Gascoyne-Cecil, 3. Marquess of Salisbury          | 25. Juni 1895 – 11. Juli 1902 | 3. Amtszeit, zugleich Leader of the House of Lords |
| First Lord of the Treasury                | Arthur Balfour                                           | 29. Juni 1895                 | zugleich Leader of the House of Commons            |
| Schatzkanzler                             | Michael Hicks Beach                                      | 29. June 1895                 |                                                    |
| Lordkanzler                               | Hardinge Giffard                                         | 29. June 1895                 | Erhebung zum Earl of Halsbury am 19. Januar 1898   |
| Lord President of the Council             | Spencer Cavendish, 8. Duke of Devonshire                 | 29. June 1895                 |                                                    |
| Lordsiegelbewahrer                        | Richard Cross, 1. Viscount Cross                         | 29. Juni 1895                 |                                                    |
| Lordsiegelbewahrer                        | Robert Gascoyne-Cecil, 3. Marquess of Salisbury          | 12. November 1900             |                                                    |
| Innenminister                             | Matthew White Ridley                                     | 29. Juni 1895                 |                                                    |
| Innenminister                             | Charles Thomson Ritchie                                  | 12. November 1900             |                                                    |
| Außenminister                             | Robert Gascoyne-Cecil, 3. Marquess of Salisbury          | 29. Juni 1895                 |                                                    |
| Kriegsminister                            | Henry Petty-FitzMaurice, 5. Marquess of Lansdowne        | 4. Juli 1895                  |                                                    |
| Kriegsminister                            | St John Brodrick                                         | 12. November 1900             |                                                    |
| Kolonialminister                          | Joseph Chamberlain                                       | 29. Juni 1895                 |                                                    |
| Minister für Indien                       | George Francis Hamilton                                  | 4. Juli 1895                  |                                                    |
| Erster Lord der Admiralität               | George Goschen                                           | 29. Juni 1895                 |                                                    |
| Erster Lord der Admiralität               | William Palmer, 2. Earl of Selborne                      | 12. November 1900             |                                                    |
| Landwirtschaftsminister                   | Walter Long                                              | 4. Juli 1895                  |                                                    |
| Landwirtschaftsminister                   | Robert William Hanbury                                   | 16. November 1900             |                                                    |
| Bildungsminister                          | Spencer Cavendish, 8. Duke of Devonshire                 | 3. März 1900                  |                                                    |
| Chief Secretary for Ireland               | Gerald Balfour                                           | 4. Juli 1895                  |                                                    |
| Chief Secretary for Ireland               | George Wyndham                                           | 9. November 1900              |                                                    |
| Lord Lieutenant of Ireland                | George Cadogan, 5. Earl Cadogan                          | 29. Juni 1895                 |                                                    |
| Lordkanzler von Irland                    | Edward Gibson, 1. Baron Ashbourne                        | 29. Juni 1895                 |                                                    |
| Chancellor of the Duchy of Lancaster      | Richard Cross, 1. Viscount Cross                         | 29. Juni 1895                 |                                                    |
| Chancellor of the Duchy of Lancaster      | Henry James, 1. Baron James of Hereford                  | 4. Juli 1895                  |                                                    |
| Kommunalminister                          | Henry Chaplin                                            | 29. Juni 1895                 |                                                    |
| Kommunalminister                          | Walter Long                                              | 12. November 1900             |                                                    |
| Generalpostmeister                        | Henry Fitzalan-Howard, 15. Duke of Norfolk               | 6. Juli 1895                  |                                                    |
| Generalpostmeister                        | Charles Vane-Tempest-Stewart, 6. Marquess of Londonderry | 10. April 1900                | Kabinettsminister seit dem 7. November 1900        |
| Minister für Schottland                   | Alexander Bruce, 6. Lord Balfour of Burleigh             | 29. Juni 1895                 |                                                    |
| Handelsminister                           | Charles Ritchie                                          | 29. Juni 1895                 |                                                    |
| Handelsminister                           | Gerald Balfour                                           | 12. November 1900             |                                                    |
| Minister für öffentliche Arbeiten         | Aretas Akers-Douglas                                     | 4. Juli 1895                  |                                                    |
| Generalzahlmeister                        | John Hope, Earl of Hopetoun                              | 16. Juli 1895                 |                                                    |
| Generalzahlmeister                        | Charles Spencer-Churchill, 9. Duke of Marlborough        | 1899                          |                                                    |
| Generalzahlmeister                        | Savile Crossley                                          | 11. März 1902                 |                                                    |
| Generalstaatsanwalt für England und Wales | Richard Webster                                          | 8. Juli 1895                  |                                                    |
| Generalstaatsanwalt für England und Wales | Robert Bannatyne Finlay                                  | 11. Mai 1900                  |                                                    |
| Solicitor General für England and Wales   | Robert Bannatyne Finlay                                  | 30. August 1895               |                                                    |
| Solicitor General für England and Wales   | Edward Carson                                            | 11. Mai 1900                  |                                                    |
| Lord Advocate                             | Charles Pearson                                          | 11. Juli 1895                 |                                                    |
| Lord Advocate                             | Andrew Murray                                            | 14. Mai 1896                  |                                                    |
| Solicitor General für Schottland          | Andrew Murray                                            | 11. Juli 1895                 |                                                    |
| Solicitor General für Schottland          | Charles Dickson                                          | 14. Mai 1896                  |                                                    |
| Generalstaatsanwalt für Irland            | John Atkinson                                            | 8. Juli 1895                  |                                                    |
| Solicitor General für Irland              | William Kenny                                            | 28. August 1895               |                                                    |
| Solicitor General für Irland              | Dunbar Plunket Barton                                    | 1897                          |                                                    |
| Solicitor General für Irland              | George Wright                                            | 30. Januar 1900               |                                                    |